# 김영석 (1959년)
김영석(金榮錫, 1959년 2월 25일 ~ , 충청남도 아산)은 대한민국의 제19대 해양수산부 장관을 지낸 공무원이다. 

## 학력
| 연도   | 학교             | 학과               | 비고 |
| ------ | ---------------- | ------------------ | ---- |
| 1971년 | 온양온천초등학교 | -                  | 졸업 |
| 1974년 | 아산중학교       | -                  | 졸업 |
| 1977년 | 천안고등학교     | -                  | 졸업 |
| 1982년 | 경북대학교       | 행정학 학사        | 졸업 |
| 1998년 | 시러큐스 대학교  | 대학원 행정학 석사 | 졸업 |

## 경력
- 1984년 : 제27회 행정고시 합격
- 해외훈련(미국, 시라큐스대)
- 1998 : 해양수산부 해양환경과장
- 주영대사관 1등서기관
- 해양수산부 해양개발과장
- 대통령비서실 산업정책비서관실 행정관
- 2005.01 : 해양수산부 감사관
- 2006.06 : 해양수산부 홍보관리관
- 2008.03 : 국토해양부 해양정책국장
- 2012 여수세계박람회 유치위원회 기획홍보본부장
- 2009.02 : 부산지방해양항만청장
- 2011.07 : 2012 여수세계박람회 조직위원회 사무차장
- 2013 ~ 2014.08 : 대통령비서실 경제수석실 해양수산비서관
- 2014.08 ~ 2015.10 : 해양수산부 차관
- 2015.11 ~ 2017.06 : 해양수산부 장관
- 대한민국해양연맹 고문
- 국민의힘 입당
- 2022.07 ~ 2022.07 : 김태흠 충남도지사 당선인 인수위원회 위원장
- 이순신리더십연구회 충남아카데미 원장
- 2022.10 베이밸리 메가시티 민관합동추진단장
- 순천향대학교 일반대학원 석좌교수
- 2024.03 ~ 2024.04: 제22대 총선 국민의힘 충남도당 선거대책위원회 공동선대위원장
- 2024.06 ~ : 국민의힘 충청남도당 아산시 갑 당원협의회 위원장
- 2024.07 ~ 2025.07: 국민의힘 충청남도당 위원장
- 2025.01 ~ 2025.01: 국민의힘 4·2 재보궐선거 충남도당 공천관리위원장
- 2025.05 ~ 2025.06: 제21대 대통령 선거 국민의힘 김문수 대통령 후보 충남 선거대책위원회 상임선대위원장

## 역대 선거 결과
| 실시년도 | 선거   | 대수 | 직책     | 선거구         | 정당     | 득표수   | 득표율          | 순위 | 당락 | 비고 |
| -------- | ------ | ---- | -------- | -------------- | -------- | -------- | --------------- | ---- | ---- | ---- |
| 2024년   | 총선   | 22대 | 국회의원 | 충남 아산시 갑 | 국민의힘 | 34,555표 | \| \| 44.09% \| | 2위  | 낙선 |      |
|          | 44.09% |      |          |                |          |          |                 |      |      |      |

## 수상
- 2004년 : 장관표창
- 2013년 : 홍조근정훈장

| 전임 손재학 | 제2대 해양수산부 차관 2014년 8월 4일 ~ 2015년 10월 20일 | 후임 윤학배 |

| 전임 유기준 | 제19대 해양수산부 장관 2015년 11월 11일 ~ 2017년 6월 15일 | 후임 김영춘 |